# Engelbert von Velsen

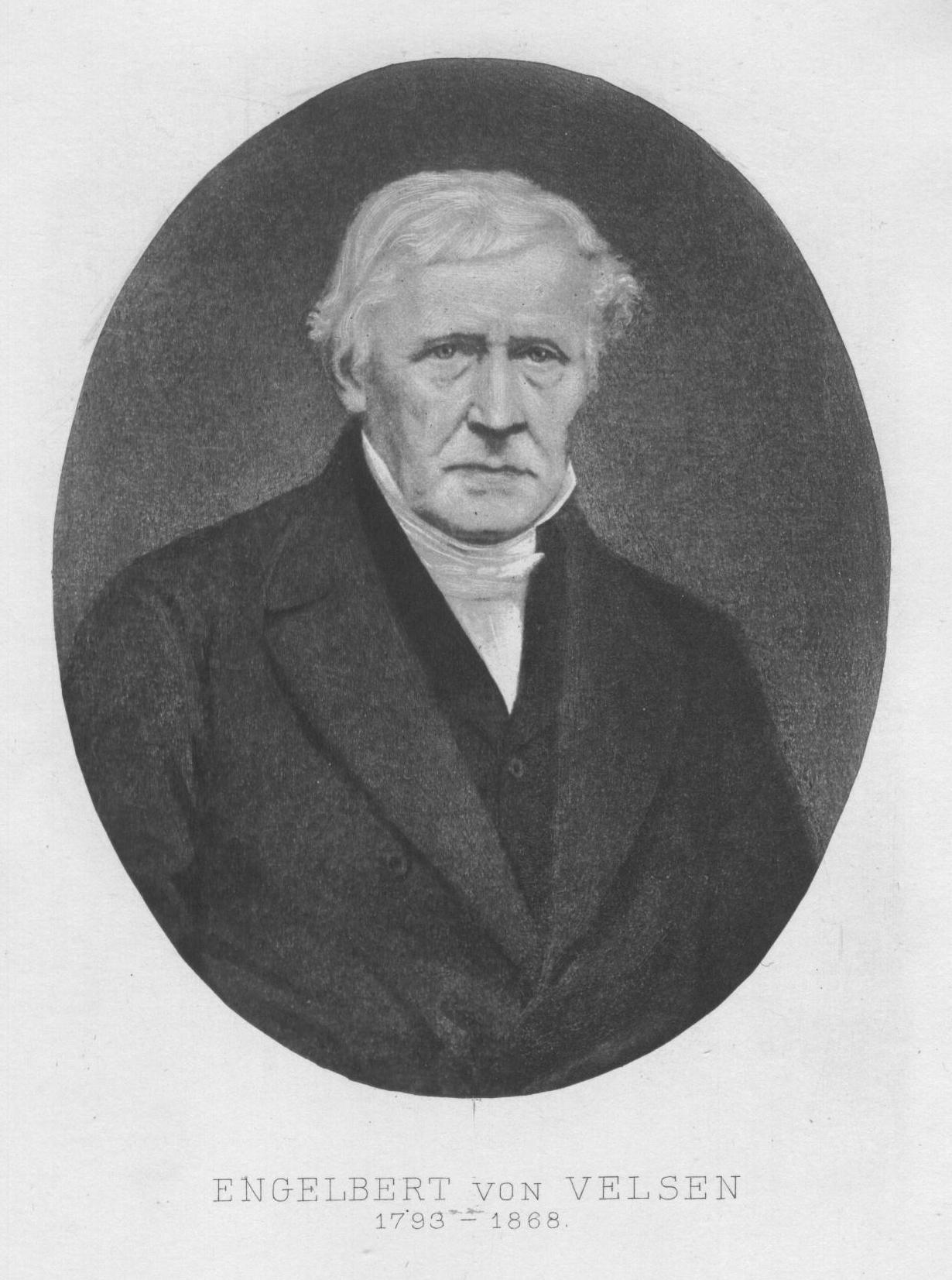
Engelbert von Velsen

Engelbert von Velsen (* 13. März 1793 in Duisburg; † 24. April 1868 in Unna) war ein evangelischer Pastor und Superintendent in Unna.

## Leben
Engelbert war der jüngste Sohn des Kornhänders und Brennereibesitzers Heinrich von Velsen (1748–1827) und Anna Maria Voet (1752–1824). Er besuchte das Gymnasium Duisburg und machte dort 1810 das Abitur. Er studierte zunächst an der Universität Duisburg Theologie, wechselte aber 1812 zur Universität Tübingen. 1814 schloss er das theologische Examen in Moers ab.
Nach der Rückkehr Napoleons von Elba meldete sich Velsen im Mai 1815 freiwillig und wurde im preußischen 1. Pommerschen Infanterie-Regiment eingekleidet. Er kämpfte in den Schlachten bei Ligny und Waterloo. Im November 1815 wurde er mit einer Belobigung des Regimentskommandeurs Friedrich Philipp von Cardell entlassen.
Im März 1817 wurde Velsen zum Pastor in Unna gewählt. Er wurde – trotz seines jugendlichen Alters – Ende der 1820er Jahre Superintendent im Kirchenkreis Unna, legte aber 1834 das Amt nieder. Zu seinen Freunden gehörten die Brüder Carl und Ernst von Bodelschwingh. Velsen blieb 50 Jahre lang bis zu seinem Tod Pastor in Unna.

## Familie

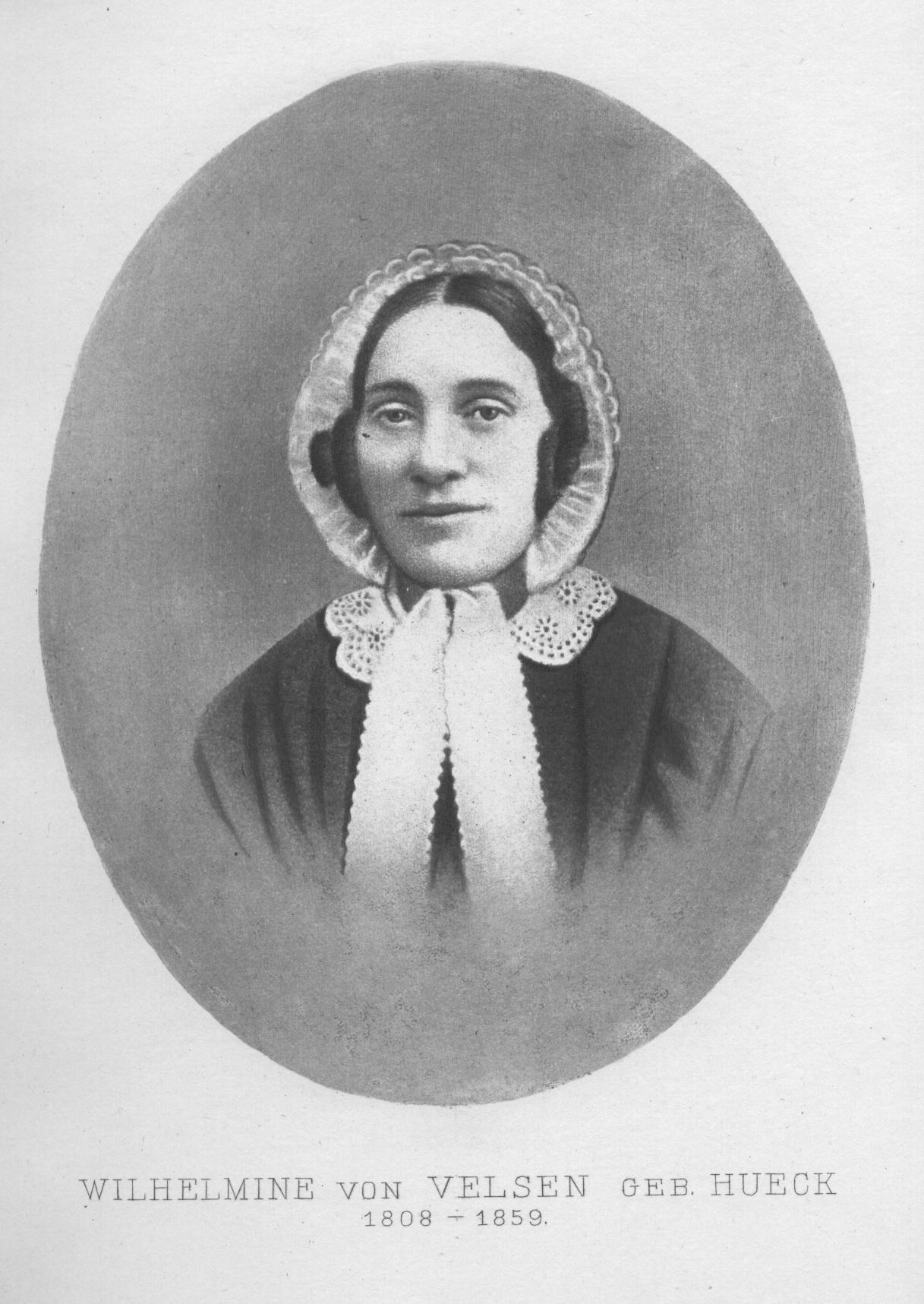
Wilhelmine von Velsen, geb. Hueck

Velsen heiratete am 4. Januar 1827 in Unna die junge Wilhelmine Hueck (1808–1859), eine Tochter des Landgerichtsassessors Johann Adolf Hueck (1776–1809) und Christiane Crone (1781–1831). Durch den Tod ihrer Mutter erbte sie Anteile an einer Reihe von Bergwerken, beispielsweise die Zechen Crone, Hamburg oder Bickefeld. Die Eltern Velsen hatten insgesamt elf Kinder:
- Wilhelm (1828–1894), Bergrat in Dortmund – verheiratet ab 1858 mit Caroline Vogt, gen. Schulze Höing (1837–1917)
- Bertha (1830–1860)
- Emil (1832–1881), Pastor in Unna – verheiratet ab 1858 mit Emma Josephson (1839–1926)
- Marie (1834–1859) – verheiratet ab 1855 mit Louis von Schell (1818–1890), Bürgermeister in Unna, später in Gütersloh
- Mathilde (1836–1872) – verheiratet ab 1858 mit Wilhelm Philipps (1831–1894), Pastor in Opherdicke
- Pauline (1838–1898) – verheiratet ab 1860 mit Louis von Schell (1818–1890)
- Elise (1841–1915) – verheiratet ab 1861 mit Wilhelm Rademacher (1828–1908), Amtsgerichtsrat in Soest
- Adolf (1842–1920), Oberstleutnant – verheiratet ab 1871 mit Clementine von Dannenberg (1853–1935), Tochter des Generalmajors Clemens von Dannenberg, Kommandant der Festung Wesel
- Auguste (1844–1874) – verheiratet ab 1865 mit Wilhelm Niemöller (1831–1915), Mühlenbesitzer in Gütersloh
- Karl (1846–1882), behindert
- Gustav (1847–1923), Oberberghauptmann in Berlin – verheiratet ab 1880 mit Anna Loerbroks (1856–1910)

## Ehrungen
- 1847: Roter Adlerorden 4. Klasse
- Roter Adlerorden 3. Klasse